# O-wor-ui cheongchun
O-wor-ui cheongchun (오월의 청춘?, 五月의 靑春?; lett. "La gioventù di maggio"), anche nota con il titolo internazionale Youth of May, è una serie televisiva sudcoreana trasmessa su KBS2 dal 3 maggio all'8 giugno 2021.
Si è aggiudicata cinque KBS Drama Award e un Korean PD Award alla miglior fotografia televisiva.

## Trama
Corea del Sud, 1980. Quando Hwang Hee-tae entra al college di medicina dell'Università Nazionale di Seul con il massimo dei voti, il suo migliore amico Kyung-soo suggerisce di aprire una clinica illegale per gli studenti rimasti feriti nelle dimostrazioni pro-democrazia contro il governo. Un giorno, in cambio del denaro per trasferirsi insieme a un operaio ferito nella sua città natale, Gwangju, Hee-tae accetta di partecipare ad un incontro combinato organizzato da suo padre. Qui incontra Kim Myung-hee, un'infermiera che si è presentata al posto della sua amica Soo-ryeon in cambio dei soldi per pagare un biglietto aereo e andare a studiare in Germania. Hee-tae e Myung-hee finiscono per innamorarsi, mentre in città i movimenti pro-democrazia si fanno sempre più intensi fino a portare, nel maggio 1980, al massacro di Gwangju.

## Personaggi e interpreti
- Hwang Hee-tae, interpretato da Lee Do-hyun
- Kim Myung-hee, interpretata da Go Min-si
- Lee Soo-chan, interpretato da Lee Sang-yi
- Lee Soo-ryeon, interpretata da Keum Sae-rok